# گرین همرتون
گرین همرتون (به انگلیسی: Green Hammerton) یک روستا و محله مدنی در بریتانیا است که در بخش هروگت واقع شده‌است. گرین همرتون ۶۷۵ نفر جمعیت دارد.